# Voices & Images
Voices & Images – debiutancki album grupy Camouflage, wydany przez Metronome Musik GmbH w 1988 roku.

## Opis albumu
Voices & Images (pol. Głosy i obrazy) to debiut grupy Camouflage. Styl utworów, a zwłaszcza „The Great Commandment”, został określony jako sobowtór Depeche Mode.

## Lista utworów
| Nr  | Tytuł utworu                            | Długość |
| --- | --------------------------------------- | ------- |
| 1.  | „That Smiling Face”                     | 5:02    |
| 2.  | „Helpless Helpless”                     | 5:07    |
| 3.  | „Neighbours”                            | 3:52    |
| 4.  | „The Great Commandment”                 | 4:20    |
| 5.  | „Winner Takes Nothing”                  | 6:00    |
| 6.  | „Strangers Thoughts”                    | 4:47    |
| 7.  | „From Ay to Bee”                        | 4:41    |
| 8.  | „Where Has the Childhood Gone”          | 3:42    |
| 9.  | „Music for Ballerinas” (instrumentalny) | 4:32    |
| 10. | „I Once Had a Dream”                    | 5:00    |
| 11. | „They Catch Secrets”                    | 3:31    |
| 12. | „Pompeji” (instrumentalny)              | 3:29    |
|     |                                         | 54:03   |